# 1958年一代貴族法
1958年一代貴族法（1958ねんいちだいきぞくほう、英語: Life Peerages Act 1958）は、現代イギリスにおける一代貴族の制度を設立した法律。

## 背景と経緯
1957年から1964年までの保守党内閣期、ハロルド・マクミランの首相在任中に制定された法律であり、このときの女王エリザベス2世は即位から6年目であった。保守党は貴族院の議員人数と会議出席率の低下を受けて、貴族院の正当性を上げるために改革を推進し、一代貴族を導入しようとした。これに対し、労働党は第二読会で法案に反対、党首ヒュー・ゲイツケルは演説で貴族院を廃止するか、議員を全て選挙で選出するといった抜本的な改革をすべきと提唱した。結局、1958年4月2日の第三読会での採決では賛成292、反対241で成立した。

## 内容
制定された時点の一代貴族法は下記の通り。
その後、2005年憲法改革法により貴族院の司法機能が廃止され、常任上訴貴族の創設が停止されたことに伴い、第1条1項の「常任上訴裁判官任命に関する国王陛下の権限を毀損することなしに」が削除された。

## 影響
1958年一代貴族法が成立する以前の貴族院には女性議員がおらず、聖職貴族や1876年上訴管轄権法で設立された常任上訴貴族など一部の例外を除いて、世襲称号の保有に伴う議員就任がほとんどであった。しかし、一代貴族法の第1条2項と3項により、女性も一代貴族として貴族院議員に就任でき、女性が貴族院議員になれるようになったのはこれが初めてである。第1条2項により、一代貴族は常に男爵（英語では男性がBaron、女性がBaroness）で、終身貴族院議員であるが、子女が一代貴族の爵位を継承することはできない。世襲貴族の創家に必要な根拠を満たすことは難しかったが、一代貴族法により一代貴族の創設が可能になったことでイギリスの首相は貴族院の党派構成を変更することが可能になり、世襲貴族が貴族院の大多数を占めるという状況も徐々に改善されていった。
最初の女性貴族院議員は1958年10月21日に就任した。
一代貴族法が成立する前、元首相、インド総督、すぐれた軍部やフロントベンチャーといった人物はその貢献への表彰として、世襲貴族の伯爵や子爵に叙されることが多かったが、マーガレット・サッチャー首相期の1984年にハロルド・マクミランがストックトン伯爵に叙されるのを最後に、王族を除く世襲貴族への叙爵は途絶えた。
1999年、世襲貴族の憲制上の権限のほとんどを廃止する1999年貴族院法の弁論において、労働党のジェフ・フーンは「労働党は1958年の論争で負けた。1958年一代貴族法による改革は第二院の運営への改革の第一段階として成功を収めた。歴史は1958年の労働党が間違っており、保守党内閣が正しかったことを証明したのです」と発言した。